# Aponier
Die Aponier (lateinisch Aponia gens, Gentilname Aponius) waren ein römisches Geschlecht (gens).
Der Name begegnet in den Quellen zur römischen Geschichte zuerst 43 v. Chr. bei einem im Bürgerkrieg Geächteten. Danach begegnen Träger des Namens vor allem im 1. Jahrhundert n. Chr., also der frühen Römischen Kaiserzeit, immer wieder in einflussreichen Positionen. Manche Angehörige der Familie scheinen Großgrundbesitz in der Provinz Ägypten gehabt zu haben.
Bekannte Träger des Namens waren: 
- der Ritter Lucius Aponius, der im Jahr 14 n. Chr. als Begleiter des jüngeren Drusus genannt wird;
- der Senator Aponius Saturninus zur Zeit Caligulas;[3]
- der Senator Marcus Aponius Saturninus, Konsul in einem unbekannten Jahr zur Zeit Neros, 69 Statthalter der Provinz Moesia, wo er gegen die Roxolanen kämpfte. Später (nach 73) wurde er Proconsul der Provinz Asia.[4]

Weiter ist ein sonst unbekannter Aponius, Apponius oder Aponio vermutlich syrischer Herkunft aus dem 5. bzw. 7. oder 9. Jahrhundert Verfasser von In Cantico Canticorum explanatio, eines Hoheliedkommentars (siehe Apponius (Syrien)).